# Down Home Piano
| Recensione | Giudizio |
| ---------- | -------- |
| AllMusic   |          |

Down Home Piano è una Compilation del pianista e cantante jazz statunitense Mose Allison, pubblicato dalla casa discografica Prestige Records nel dicembre del 1965.

## Tracce

### LP
Lato A
1. Dinner on the Ground – 3:10 (Mose Allison) – Tratto dall'album: Creek Bank (1959)
2. Crepuscular Air – 3:42 (Mose Allison) – Tratto dall'album: Local Color (1958)
3. Mule – 3:45 (Mose Allison) – Tratto dall'album: Creek Bank (1959)
4. Creek Bank – 4:15 (Mose Allison) – Tratto dall'album: Creek Bank (1959)
5. Town – 3:20 (Mose Allison) – Tratto dall'album: Local Color (1958)

Lato B
1. Devil in the Cane Field – 4:03 (Mose Allison) – Tratto dall'album: Autumn Song (1961)
2. The Minstrels – 3:25 (Mose Allison) – Tratto dall'album: Ramblin' with Mose (1962)
3. Moon and Cypress – 2:50 (Mose Allison) – Tratto dall'album: Creek Bank (1959)
4. Carnival – 2:50 (Mose Allison) – Tratto dall'album: Local Color (1958)
5. Mojo Woman – 4:00 (Mose Allison) – Tratto dall'album: Local Color (1958)

## Musicisti
- Mose Allison - piano
- Addison Farmer - contrabbasso
- Ronnie Free - batteria (brani: Dinner on the Ground, Mule, Creek Bank, Devil in the Cane Field, The Minstrels e Moon and Cypress)
- Nick Stabulas - batteria (brani: Crepuscular Air, Town, Carnival e Mojo Woman)

Note aggiuntive
- Don Schlitten - produttore (Compilation), design copertina album
- Bob Weinstock - supervisore
- Rudy Van Gelder - ingegnere delle registrazioni
- Joe Alper - foto copertina album
- Jack McKinney - note retrocopertina album originale (agosto 1965)[2]